# Eunicea fusca
Eunicea fusca is een zachte koraalsoort uit de familie Plexauridae. De koraalsoort komt uit het geslacht Eunicea. Eunicea fusca werd in 1860 voor het eerst wetenschappelijk beschreven door Duchassaing & Michelotti. 